# ۵-هیدروکسی‌متیل‌سیتوزین
۵-هیدروکسی‌متیل‌سیتوزین (به انگلیسی: 5-Hydroxymethylcytosine) با فرمول شیمیایی C۵H۷N۳O۲ یک ترکیب شیمیایی با شناسه پاب‌کم ۷۰۷۵۱ است. که جرم مولی آن ۱۴۱٫۱۳ g/mol می‌باشد. 